# 니시오촌 (이시카와현)
니시오촌(西尾村)은 이시카와현 노미군에 설치되었던 촌이다.

## 역사
- 1889년 4월 1일 - 정촌제 시행에 의해 노미군 니시오촌이 성립하였다.
- 1956년 9월 30일 - 고마쓰시에 편입되었다.